# Micromount

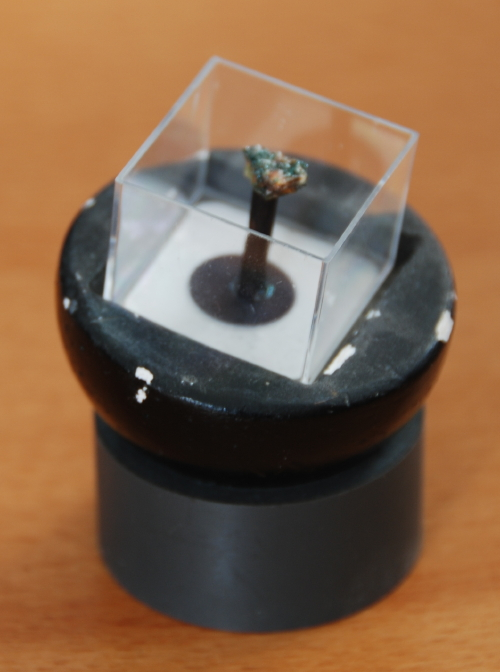
Micromount mit drehbarer Unterlage

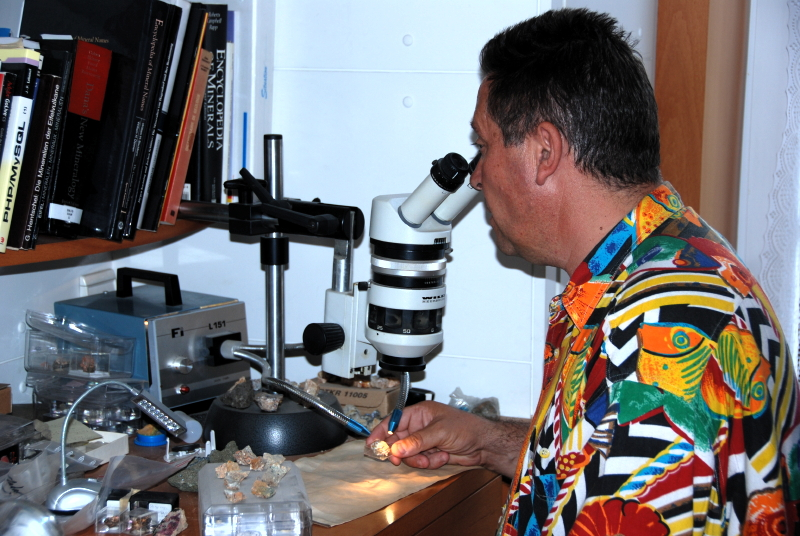
Micromounter bei der Arbeit

Micromount ist ein aus dem Englischen ins Deutsche übernommener Begriff aus der Mineralogie. Er wird von Mineralsammlern zur Bezeichnung von Belegstücken verwendet, die so klein sind (etwa 15 × 15 mm und darunter), dass sie am besten mit optischen Hilfsmitteln (starke Lupe, Binokular) betrachtet werden. Der Wortteil -mount leitet sich dabei vom englischen mount (Fassung, Halterung) ab, da solche Kleinst-Mineralien in der Regel auf einer Unterlage fixiert werden.
Die Spezialisierung auf die Sammlung von Micromounts hat verschiedene Vorteile: Abgesehen vom geringen Platzbedarf sind auch seltene Mineralien in dieser Größe kostengünstiger erhältlich, und kleine Kristalle sind vielfach perfekter ausgebildet als große.